# Xenia biseriata
Xenia biseriata är en korallart som beskrevs av Verseveldt och Cohen 1971. Xenia biseriata ingår i släktet Xenia och familjen Xeniidae. Inga underarter finns listade i Catalogue of Life.